# Cool Girl
"Cool Girl" é uma canção da artista musical sueca Tove Lo, gravada para o seu segundo álbum de estúdio Lady Wood (2016). Foi composta pela própria com o auxílio de Jakob Jerlström e Ludvig Söderberg, sendo produzida pelos dois últimos, creditados como The Struts. O seu lançamento como o primeiro single do disco ocorreu em 4 de agosto de 2016, através da Island Records.

## Faixas e formatos
| Download digital |             |         |  |
| N.º              | Título      | Duração |  |
| 1.               | "Cool Girl" | 3:19    |  |

## Desempenho nas tabelas musicais

### Posições
| Tabela musical (2016)                                  | Melhor posição |
| ------------------------------------------------------ | -------------- |
| Alemanha (Media Control Charts)                        | 98             |
| Austrália (ARIA Charts)                                | 52             |
| Canadá (Canadian Hot 100)                              | 59             |
| Escócia (The Official Charts Company)                  | 45             |
| Estados Unidos (Billboard Hot 100)                     | 84             |
| França (Syndicat National de l'Édition Phonographique) | 145            |
| Finlândia (Suomen virallinen lista)                    | 42             |
| Irlanda (Irish Recorded Music Association)             | 60             |
| Itália (Federazione Industria Musicale Italiana)       | 82             |
| Nova Zelândia (NZ Top 40 Singles)                      | 28             |
| Suécia (Sverigetopplistan)                             | 15             |
| Suíça (Schweizer Hitparade)                            | 65             |
| Reino Unido (UK Singles Chart)                         | 45             |

## Histórico de lançamento
| Região         | Data                   | Formato           | Gravadora        |
| -------------- | ---------------------- | ----------------- | ---------------- |
| Mundo          | 4 de agosto de 2016    | Download digital  | Island           |
| Estados Unidos | 23 de agosto de 2016   | Rádios mainstream | Republic         |
| Reino Unido    | 23 de setembro de 2016 | Rádios mainstream | Island, Republic |